# Boarmia bicolor
Boarmia bicolor är en fjärilsart som beskrevs av Barend J. Lempke 1970. Boarmia bicolor ingår i släktet Boarmia och familjen mätare. Inga underarter finns listade i Catalogue of Life.